# Jean-Pierre Worms
Pour les articles homonymes, voir Worms.
Jean-Pierre Worms, né le 16 juillet 1934 à Courbevoie (Seine) et mort le 12 juillet 2019 dans le 5e arrondissement de Paris,, est un sociologue français, ancien député français et responsable associatif.

## Biographie
Jean-Pierre Worms est le fils du résistant français et agent des services britanniques Jean Worms.

### Sociologue
Jean-Pierre Worms a eu une activité scientifique, de sociologue, avec un militantisme d’abord politique, ensuite principalement associatif.
« Je suis à la fois chercheur, c’est-à-dire universitaire participant de toutes les normes académiques du milieu, militant et responsable politique, mais aussi militant syndical et associatif, participant de ces trois univers à la fois. J’ai poussé le vice jusqu’à quitter pendant 12 ans le CNRS pour exercer un mandat parlementaire et à réintégrer le CNRS en abandonnant toute responsabilité politique mais en développant considérablement mes responsabilités associatives ».
Sa carrière de sociologue débute en France à l’Institut des sciences sociales du travail. Sous la direction de Jean-Daniel Reynaud, il participe notamment à une enquête sur la mensualisation des salaires dans deux sites sidérurgiques : Longwy et Le Creusot. Il rejoint Michel Crozier au Centre de sociologie européenne, créé par Raymond Aron. Il engage une recherche sur le système préfectoral.
En 1962, recruté par le CNRS, il accompagne Michel Crozier dans la fondation du Centre de sociologie des organisations.
Entre 1964 et 1966, il séjourne aux États-Unis à l’université de Californie à Berkeley puis à Harvard et Columbia.
Il réalise, avec Pierre Grémion, une recherche sur la mise en place des nouvelles structures régionales issues des réformes de mars 1964. Cette recherche marque le début d’un investissement majeur du CSO naissant dans la sociologie de la société locale. Il conduit une étude comparative de deux phénomènes coexistants à la base des sociétés locales : la production d’espace urbain d’une part et la territorialisation de l’activité économique.
En 1970, Jean-Pierre Worms étudie avec Henri Mandelbaum et Xavier Gaullier le système politique urbain, à travers deux cas : l’aménagement des Halles de Paris et la ville nouvelle du Vaudreuil devenue plus tard Val-de-Reuil). Il lance ensuite les études de « bassins d’emplois ».
En 1993, après 12 ans de mandat parlementaire, il reprend une activité de sociologue au CNRS. Il centre ses recherches sur le lien civique ou social. À la demande de Robert Putnam, politologue de Harvard, il entreprend des recherches afin de rédiger le chapitre sur la France pour un vaste projet international sur l’évolution du « capital social » depuis la deuxième guerre mondiale dans huit pays développés. Il met en avant la confiance, en tant que « produit social ».
Jean-Pierre Worms se présente comme un « sociologue engagé » menant un travail « d’ingénierie démocratique ».
Il devient officier de l’ordre du Mérite en 2001.

### Parcours politique
De 1955 à 1971, Jean-Pierre Worms milite, à la suite de fusions successives, à la Nouvelle Gauche, à l'Union de la Gauche Socialiste et au PSU (Parti socialiste unifié) aux côtés de Michel Rocard, tous engagés dans les luttes de décolonisation et notamment contre la guerre d’Algérie. Il quitte le PSU afin de suivre en 1971 Alain Savary à la FGDS (Fédération de la gauche démocratique et socialiste) puis au Parti socialiste. Au sein du Parti socialiste, il rejoindra les partisans de Michel Rocard quand celui-ci quitte également le PSU en 1974.
Avec Alain Richard et Marie-Noëlle Lienemann, il se dissocie de Michel Rocard et dépose une motion au congrès de Bourg-en-Bresse du Parti socialiste français (1983) « Du bon usage de la rigueur », qui recueille 5 % des voix.

### Député et élu local
Jean-Pierre Worms est élu conseiller municipal de Mâcon (Saône-et-Loire) en 1977 et devient adjoint au maire chargé des affaires économiques.
Il est élu conseiller général de Saône-et-Loire dans le canton de Mâcon-Sud (1979-1985).
Après deux échecs aux élections législatives en 1973 et 1978, il est élu député socialiste de Saône-et-Loire en 1981. Il est réélu en 1986 et 1988. 
En 1982, il fait adopter une loi instituant une protection des victimes des catastrophes naturelles. Il suit l’ensemble de la législation concernant les collectivités locales. À ce titre, il est rapporteur de cinq des principales lois de décentralisation, dont celles qui transfèrent des compétences de l’État vers les régions, les départements et les communes, et la loi de limitation de cumuls de mandats. Il est rapporteur des dispositifs d’insertion des lois instituant le RMI (revenu minimum d'insertion).
Représentant du Parlement français à l’Assemblée parlementaire du Conseil de l'Europe, il fait adopter le protocole additionnel à la Convention européenne des droits de l'homme portant définition et protection des droits des minorités nationales. « C’est avec la décentralisation, ce dont je suis le plus fier de mes douze ans de mandat parlementaire ».
Jean-Pierre Worms ne se représente pas à la députation en 1993 : « Je rencontrais de moins en moins de capital social dans mes activités politiques ».

### Appui au développement local et création d'entreprises
En 1979, Jean-Pierre Worms est chargé du comité départemental d'expansion au conseil général de Saône-et-Loire, et en 1981, du Comité régional d'expansion de Bourgogne.
Il est un des fondateurs en 1980 de France Initiative, devenu en octobre 2012 Initiative France,qui essaime en province pour devenir le réseau des plateformes Initiative qui accordent des prêts d’honneur à des créateurs ou repreneurs d’entreprises. Il a présidé à plusieurs reprises l’association nationale depuis 1989. Il est réélu président en octobre 2010.
En 1997, Jean-Pierre Worms prend l’initiative du lancement d’un manifeste « Pour ouvrir largement les portes de l’initiative économique et de la création d’entreprises »., qui conduit à la tenue d’une conférence nationale des 5 et 6 novembre 1998. Les trente-neuf propositions de départ ont été validées ou modifiées après un long travail collectif ; elles auront un impact important dans les années suivantes sur la politique suivie par les pouvoirs publics et les organismes privés. La conférence donne naissance au collectif « Synergies pour la création d’entreprises » auquel dix-neuf organismes participent. C’est l’association Éficéa (Échanges, financement et information sur la création d'entreprises et d’activités) qui sera le support de ce collectif avant la création, en 2004, d’une association Synergies créateurs.
En 1998, Jean-Pierre Worms devient président du Comité d'information et de mobilisation pour l'emploi (Cime), association dont il est ensuite vice-président de 2004 à 2007. Cime développait des activités contribuant à l’émergence d’entrepreneurs (Balise, services d'amorçage de projets dans les quartiers, convention d'affaires pour les projets d'économie solidaire, etc.).

### Engagement associatif
Après avoir été secrétaire général de La Fonda, Jean-Pierre Worms en est devenu le président en 2005. La Fonda est une association qui rassemble des responsables des principaux réseaux associatifs français pour la valorisation et la promotion de l’apport des associations à l’engagement civique et à la qualité démocratique de la société française.
Jean-Pierre Worms est ancien membre du comité central de la Ligue des droits de l'Homme (France). Il est administrateur du réseau Unis-Cité et membre du comité éditorial de la revue POUR (éditée par le Grep, groupe de recherche pour l’éducation et la prospective).
Il crée en 1980 France Initiative, association de soutien à la création d'entreprises, qui deviendra en 1985 France Initiative Réseau, dont il occupe à plusieurs reprises la Présidence, réseau qui regroupe 230 associations locales.
Au niveau international, il a présidé, en association avec le professeur Gerhard Lowenberg (université de l'Iowa), le « East-West Parliamentary Practice Project » qui organise l’échange d’expérience et le transfert de savoir-faire pratique entre les parlements démocratiques plus expérimentés du monde occidental et ceux d’Europe centrale et orientale.

## Publications
- « Le Préfet et ses notables », in Sociologie du travail (3), 1966

- Une préfecture comme organisation. Rapport de recherche, CSO, Copédith, 1968
- « L’État et les collectivités locales » in Esprit, janvier 1970. Numéro spécial sur l’administration, en collaboration avec Pierre Grémion
- « La redécouverte du politique » in Où va l’administration française ?, ouvrage collectif sous la direction de Michel Crozier, éd. de l’Organisation, Paris, 1974
- « Pour décentraliser l’action sociale » in Futuribles, 1982

- « La décentralisation au milieu du gué » in Revue politique et parlementaire, no 946, mars-avril 1990
- « Mais si, on peut changer la société par décret », in Le Raisonnement de l'analyse stratégique (autour de Michel Crozier). Ouvrage collectif, sous la direction de Francis Pavé, Éditions du Seuil, avril 1994
- « Identités culturelles et gestion de la cité », in Identités culturelles et territoires. Ouvrage collectif sous la direction de Jean-Pierre Saez, Desclée de Brouwer, 1995
- « Les Associations et les socialistes au pouvoir : histoire d’un malentendu », in French Politics and Society, vol. 13, n° 2, Harvard University, 1995
- « La crise du lien social, le problème du chaînon manquant », EMPAN no 32, décembre 1998.
- « Old and new civic and social ties in France », in Democracies in Flux, edited by Robert Putnam, Oxford University Press, 2002
- « Crise de légitimité des élites gouvernementales et politiques françaises et conditions d'une refondation de la République », revue du MAUSS, no 26,

En 1995 "A propos de la convention cadre du Conseil de l'Europe pour la protection des minorités nationales" in Hommes et Liberté no 86 Automne 95
En 2000 "un sociologue engagé... de l'autre côté du miroir" in sociologie Travail, vol. 42, 
2005
- « Le capital social associatif en France hier et aujourd’hui », in Le Capital social, performance, équité et réciprocité, sous la direction d’Antoine Bevort et Michel Lallement, revue Recherches, éditions La Découverte, février 2006.
- Les deux chapitres « Associations » et « Démocratie », in De gauche ?, sous la direction d'Alain Caillé et Roger Sue, Fayard, 2009

2006 « Le management sauvera-t-il le service public ? »" in EMPAN no 61
Mars 2007 « Quel rôle, quelle place des communautés dans la République ? » in Hommes et Liberté no 140
2009 « L'accès de tous à l'Espace public : un enjeu de société, un défi pour les associations » in La Tribune Fonda, no 199
2011 « La Politique dans ses murs, hors ses murs » in La Tribune Fonda no 211